# Interacción ion-dipolo
En una atracción del carácter Ion-dipolo, los iones de una sustancia pueden interactuar con los polos de las moléculas covalentes polares. Así, el polo negativo de una molécula atrae al ion positivo y el polo positivo interactúa con el ion negativo: las partes de cada molécula se unen por fuerzas de atracción de cargas opuestas. 
Ejemplo de este tipo de interacción se produce en la solvatación de una solución acuosa de cloruro de sodio (NaCl). También se produce en la solvatación acuosa de H2O y como también hay muchas, como por ejemplo, el cobre entre otros metales.
- Datos: Q98016111